# Hyphoporus dehraduni
Hyphoporus dehraduni är en skalbaggsart som beskrevs av Vazirani 1969. Hyphoporus dehraduni ingår i släktet Hyphoporus och familjen dykare. Inga underarter finns listade i Catalogue of Life.